# Зелше
Зелше (словен. Zelše) је насељено место у општини Церкница, Приморско-нотрањски регија, Словенија.

## Историја
До територијалне реорганизације у Словенији било је у саставу старе општине Церкница.

## Становништво
У попису становништва из 2011. године, Зелше је имало 107 становника.
| Број становника према пописима | Број становника према пописима | Број становника према пописима |
| ------------------------------ | ------------------------------ | ------------------------------ |
| 1991                           | 2002                           | 2011                           |
| 81                             | 86                             | 107                            |

Напомена: Године 2009. умањено за дио насеља који је припојен насељу Подскрајник.